# Raccordo ad anello tagliente

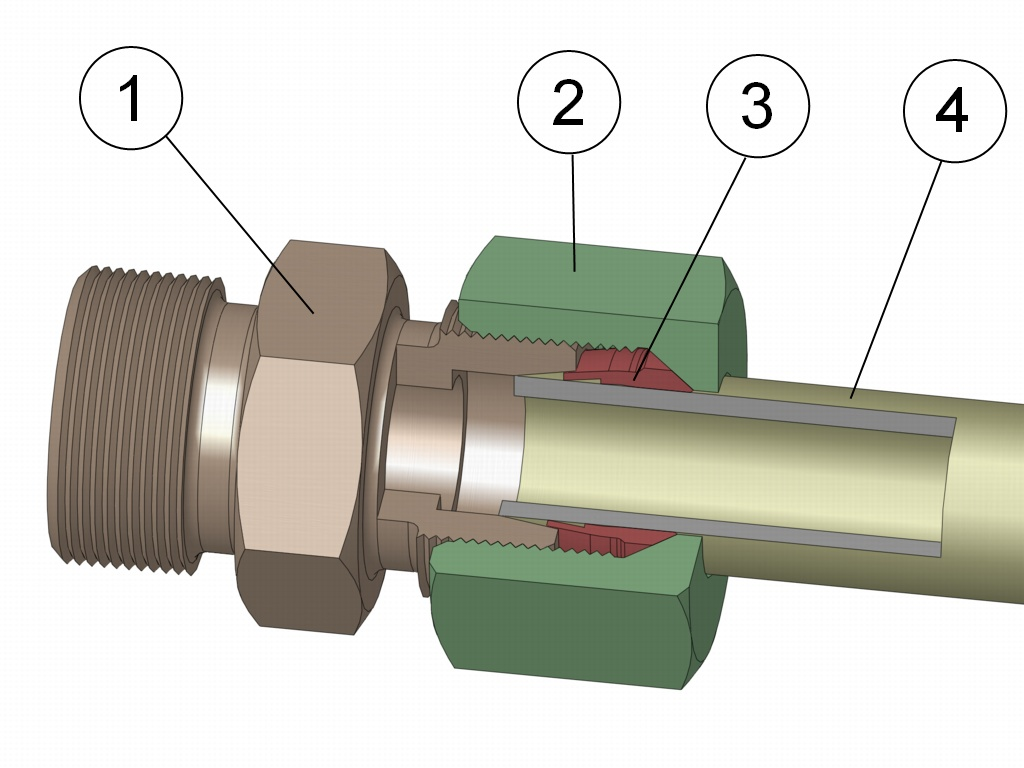
Raccordo prima di essere stretto 1-corpo 2-dado 3-anello tagliente 4-tubo

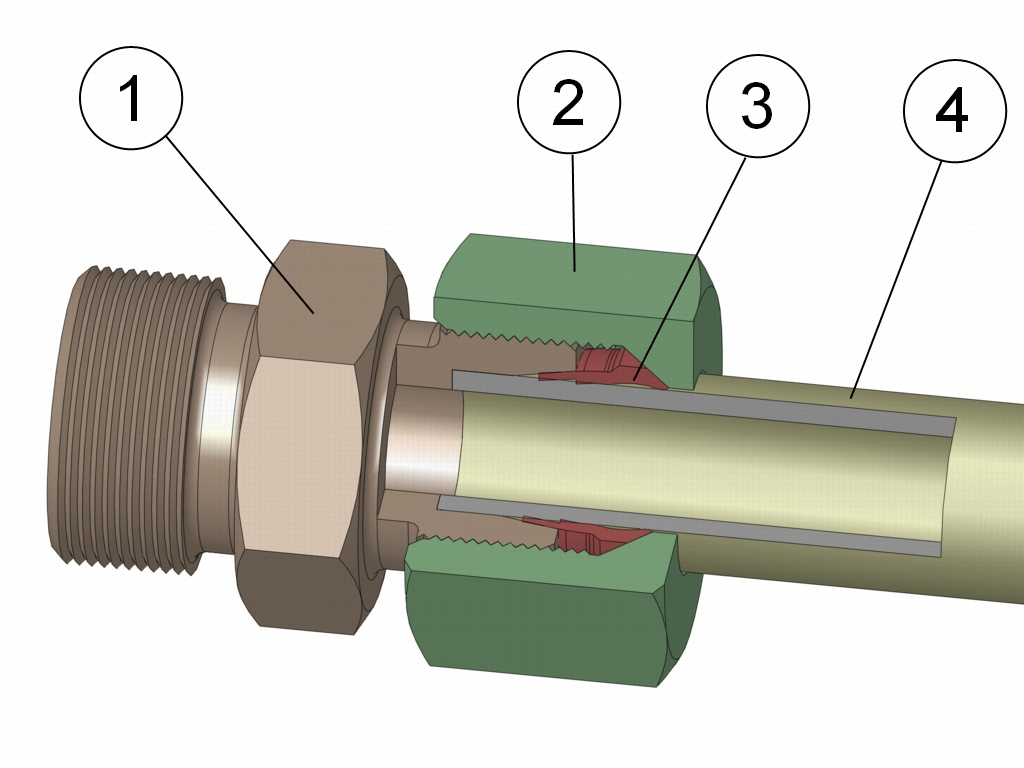
Il raccordo è stato stretto, i bordi dell'anello tagliente incidono nella parte esterna del tubo sigillando efficacemente la giunzione

I raccordi ad anello tagliente sono utilizzati negli impianti idraulici per unire due tubi. Sono standardizzati secondo le norme EN ISO 8434 e DIN 2353.

## Come funziona
Il raccordo è composto da un dado, un anello tagliente (o mordente), e un corpo ricevente. 
Quando il dado è serrato, i bordi dell'anello tagliente incidono nella parte esterna del tubo sigillando efficacemente la giunzione.